# Бордон, Виллер
Виллер Бордон (итал. Willer Bordon; 16 января 1949, Муджа, провинция Триест, Фриули-Венеция-Джулия — 14 июля 2015, Рим) — итальянский предприниматель и государственный деятель, министр общественных работ (1999—2000) и министр окружающей среды (2000—2001), сенатор (2001—2008).

## Биография
Родился в Мудже, в возрасте 27 лет стал мэром этого города — самым молодым мэром в Италии. Землякам он запомнился организацией там кинофестиваля и летних центров отдыха (в 1993 году сыграл роль секретаря секции ИКП в фильме Этторе Скола Mario, Maria e Mario). Был женат на актрисе Розе Феррайоло (Rosa Ferraiolo), у них было двое детей — Раньеро и Валентина. Прежде чем на одиннадцать лет стать мэром родного города, Бордон изучал политологию, работал журналистом. Занимался изданием журнала Национальной ассоциации итальянских коммун, а также местного еженедельника в Мудже.

### Политическая карьера
Начав политическую карьеру в Коммунистической партии (в качестве мэра Муджи он представлял именно её), Бордон позднее вступил в Радикальную партию, а после распада компартии — в Демократическую партию левых сил. В 1993 году перешёл в Демократический альянс Марио Сеньи, в 1996 году стал одним из инициаторов вливания Демократического альянса в новую политическую структуру — Демократический союз (в это же время Бордон занял в первом правительстве Проди должность младшего статс-секретаря Министерства культурного наследия и культурной деятельности). В 1998 году принял участие в создании «Италии ценностей» Антонио Ди Пьетро, а в 1999 — партии «Демократы» (в 2002 году она объединилась с несколькими другими партиями, образовав «Маргаритку»).
С 1987 по 2001 год являлся членом Палаты депутатов X—XIII созывов. С 1987 по 1991 год входил во фракцию коммунистов (с февраля 1991 по 1992 год она приняла наименование «Коммунисты-левые демократы»), в 1992—1993 годах — во фракцию Демократической партии левых сил, в 1992—1995 годах — в Смешанную фракцию, в 1995—1996 годах — во фракцию «Демократы» (с 21 июля 1995 года возглавлял её), в 1996—1998 годах — во фракцию «Демократические пополяры — Оливковое дерево», в 1998—1999 годах Бордон входил в партийную группу Италии ценностей Смешанной фракции, с 31 марта 1999 по 29 мая 2001 года входил во фракцию «Демократы-Оливковое дерево».
С 22 декабря 1999 по 25 апреля 2000 года являлся министром общественных работ во втором правительстве Д’Алема и министром окружающей среды с 25 апреля 2000 по 6 июня 2001 года во втором правительстве Джулиано Амато.
В Сенате XIV созыва представлял регион Фриули-Венеция-Джулия и состоял с 30 мая 2001 по 27 апреля 2006 года во фракции Маргаритка, которая 12 июня 2001 года приняла наименование Маргаритка-Демократия и свобода-Оливковое дерево, а с 6 июня 2001 года возглавлял её.

### Разрыв с левоцентристами
В 2007 году Бордон не согласился с решением об объединении «Маргаритки» с несколькими другими партиями в Демократическую партию и вместе с Роберто Манцьоне основал Демократический союз за потребителей.
С 28 апреля 2006 по 26 ноября 2007 года в Сенате XV созыва Бордон входил во фракцию «Оливковое дерево», а с 27 ноября 2007 по 28 апреля 2008 года — в группу ДСП Смешанной фракции.
В апреле 2008 года Демократический союз за потребителей потерпел сокрушительное поражение, заручившись поддержкой 0,24 % избирателей на выборах в Сенат и 0,25 % на выборах в Палату депутатов. Уход Бордона от парламентской деятельности вызвал активное общественное обсуждение, поскольку он публично заявил о решении оставить «касту». Пресса сразу связала его слова с журналистским расследованием Джана Антонио Стелла и Серджо Риццо о привилегиях парламентариев (свою книгу авторы назвали «Каста»). Бордон стал преподавателем университета Ла Сапиенца и занялся предпринимательством в области возобновляемых источников энергии, а также восстановил в Риме театр Quirinetta. В 2012 году записал видеообращение к избирателям с призывом голосовать за Движение пяти звёзд как единственную альтернативу традиционным политическим силам. Умер 14 июля 2015 года.